# Jacob Mattheus Cressant
Jacob Mattheus Cressant (gedoopt Utrecht, 20 september 1734 – Amsterdam, 3 september 1794) was een Nederlands beeldhouwer.

## Leven en werk
Cressant was een zoon van Jacobus Cressant die zich rond 1728 vanuit Frankrijk in Utrecht had gevestigd als beeldhouwer. Hij leerde het vak van beeldsnijder en steenhouwer van zijn vader en kreeg tekenlessen van Jacob de Wit. Hij woonde en werkte in Delft, later in Alkmaar. Zijn zandstenen bekroningen van de voormalige Duikersluis in Zaandam (herplaatst bij de Wilhelminasluis) genieten bescherming als rijksmonument.
Cressant overleed tijdens familiebezoek in Amsterdam, op 59-jarige leeftijd.

## Werken (selectie)
- beeldhouwwerk aan het tuighuis in Delft.
- 1760 preekstoel voor de katholieke kerk in Overveen, herplaatst in de Buitenkerk in Kampen.
- 1769 weesmeisjes voor entree Meisjeshuis in Delft.
- 1770-1772 beeldhouwwerk aan de Delftsche Poort in Rotterdam, met Johannes Keerbergen.
- 1778 bekroningen de Duikersluis in Zaandam.
- 1780-1781 herstel orgelkas in de Grote Kerk van Alkmaar.
- 1783 trompetterbeeld voor de toren van de waag in Alkmaar.
- communiebank voor de Sint-Dominicuskerk in Alkmaar.

## Galerij

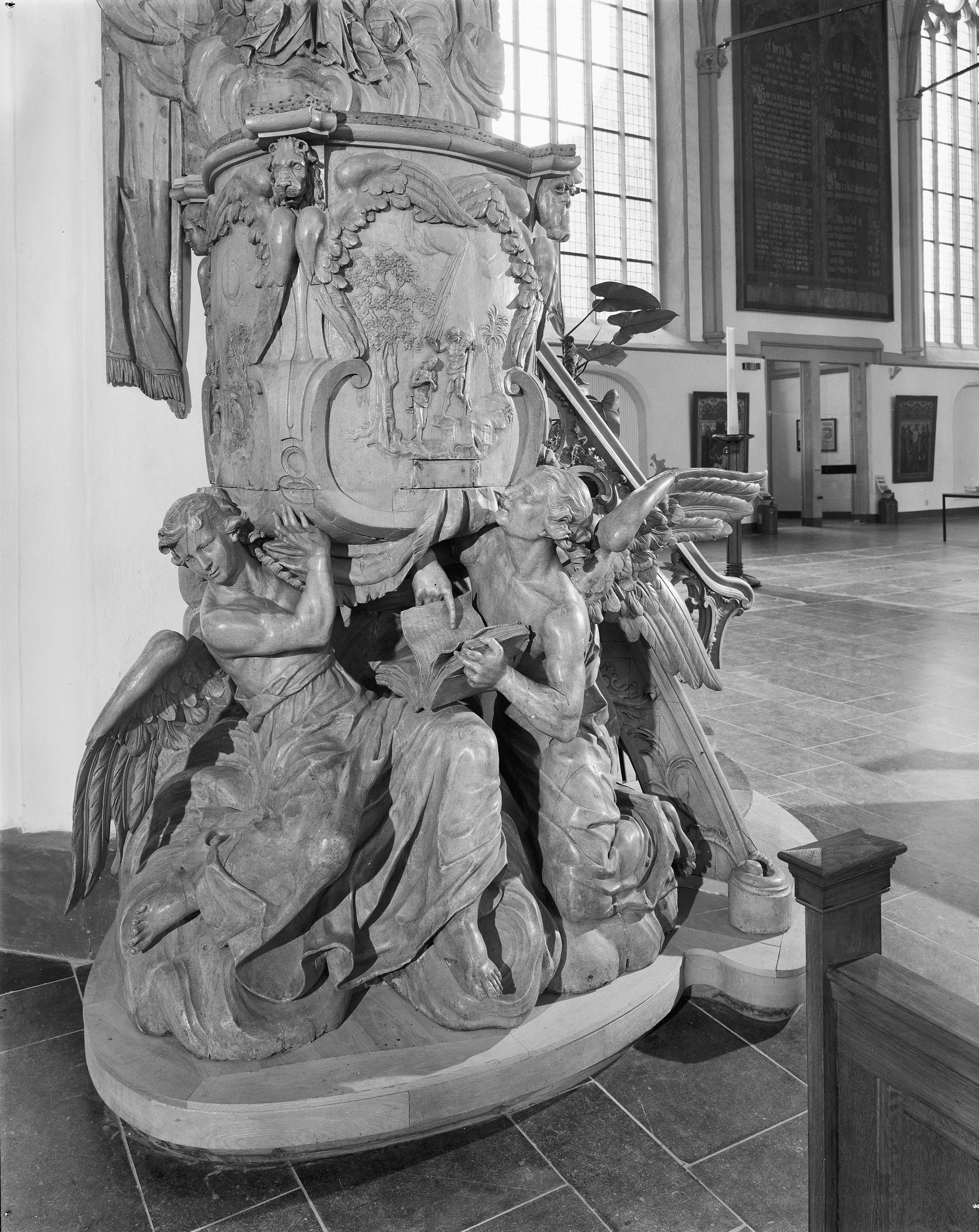
Preekstoel (1760), Kampen
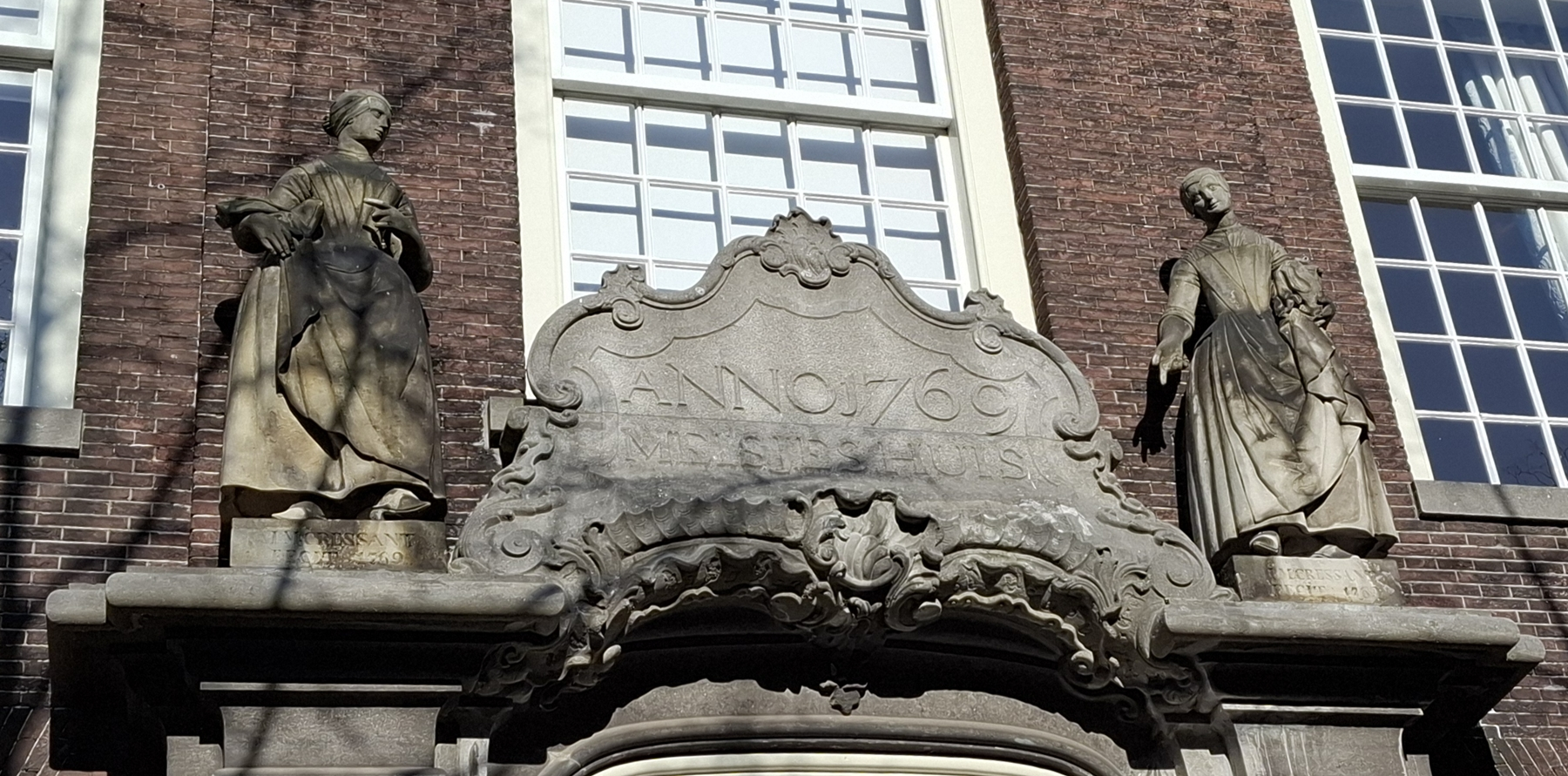
Weesmeisjes (1769), Delft
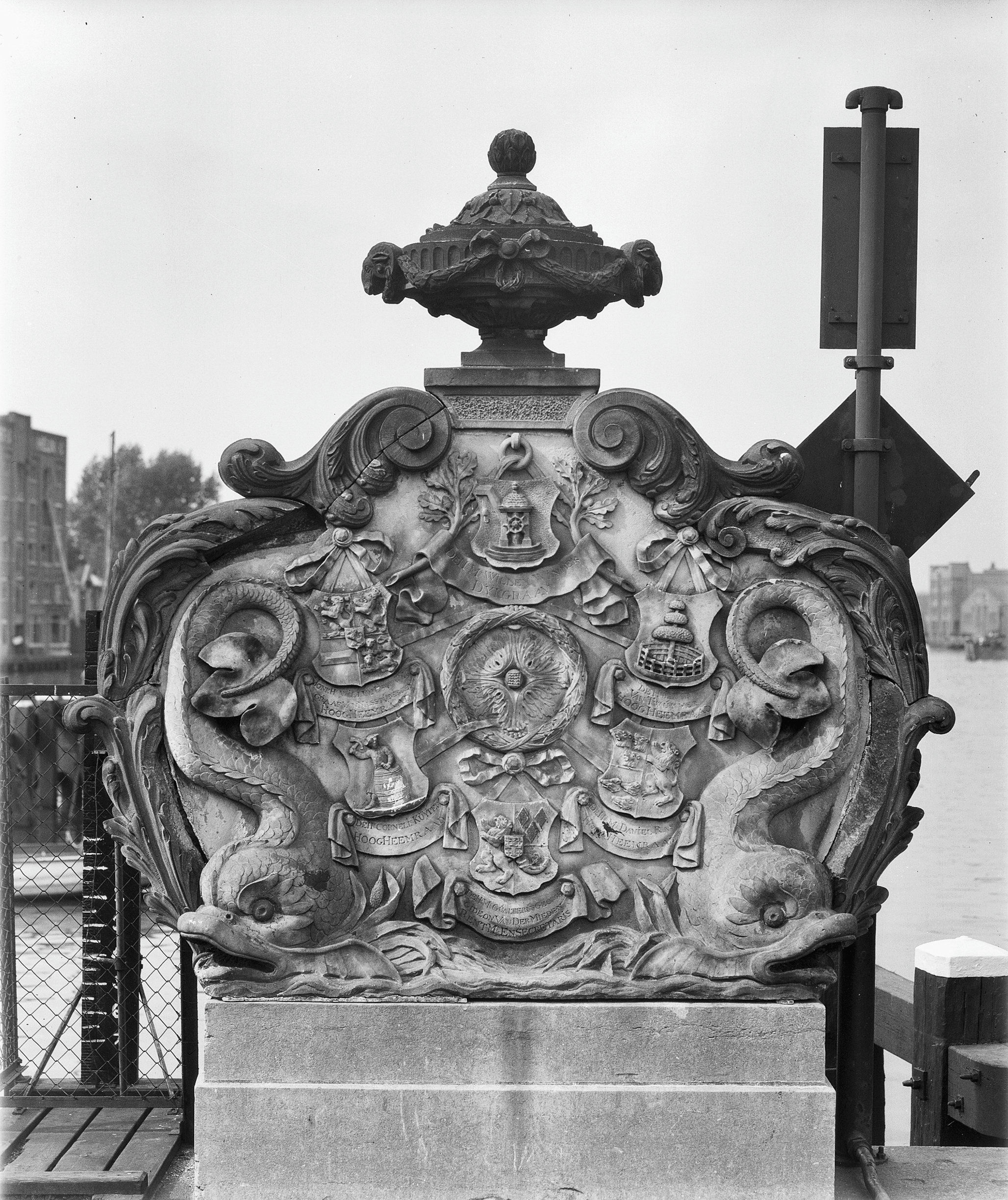
Duikersluis (1778), Zaandam

- Nederlandse Thesaurus van Auteursnamen: 091433282
- RKD-Nederlands Instituut voor Kunstgeschiedenis: 123910
- Virtual International Authority File: 291640307